# Projektionsobjektiv

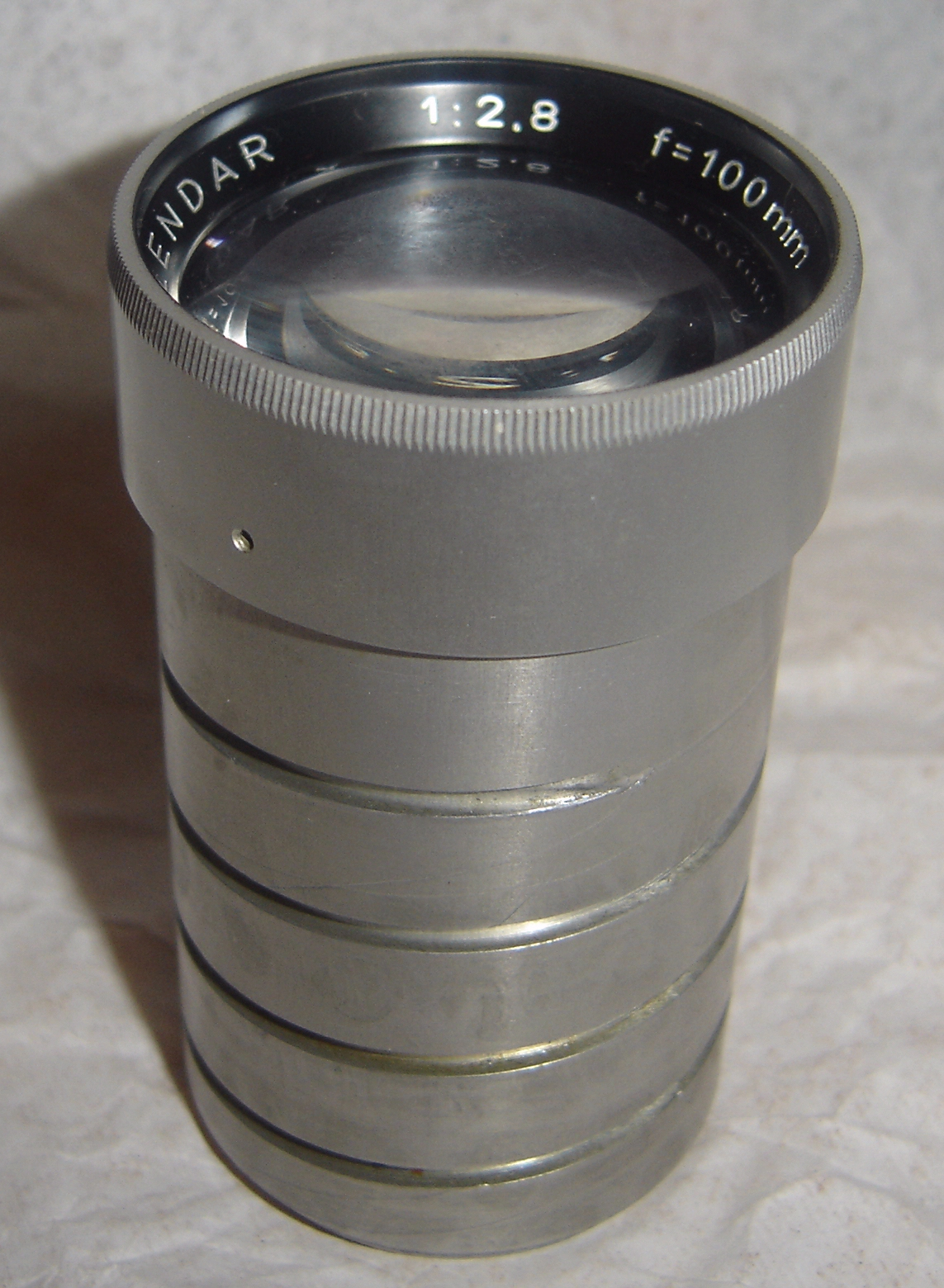
Rodenstock Splendar aus einem Braun Diaprojektor der 1960er Jahre

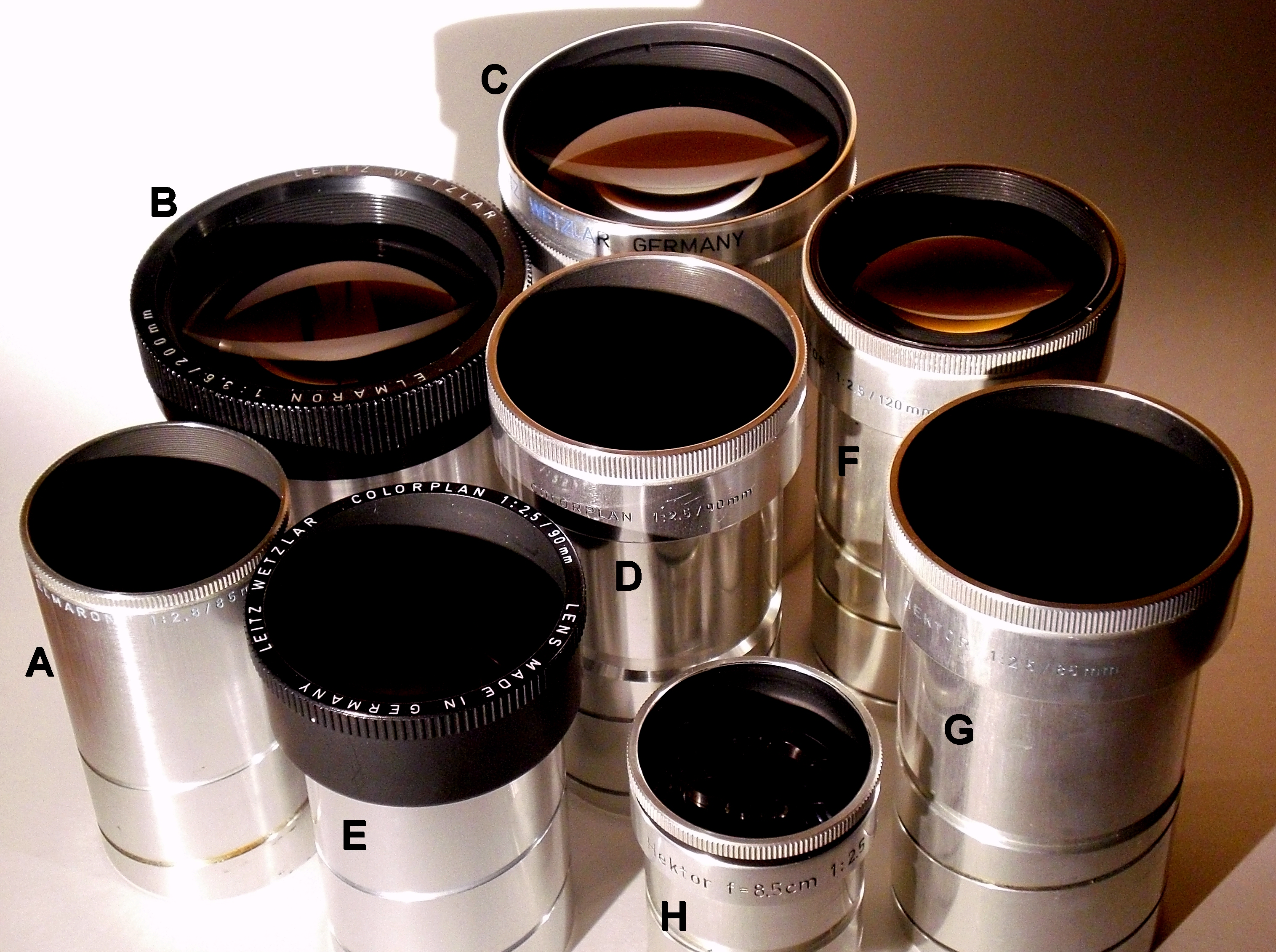
Dia: Leitz Elmaron f2,8/85 (A), f3,6/200 (B), f/250 (C); Colorplan f2,5/90 (D & E); Hektor f2,5/120 (F), f2,5/100 (G), f2,5/85 (H)

Ein Projektionsobjektiv ist ein Objektiv, das der Projektion dient. Die Entwicklung von Projektionsobjektiven folgt zwei verschiedenen Grundlinien. Die traditionellen Projektionsobjektive dienen der Abbildung einer Vorlage auf einen Schirm mittels Licht. Diese Projektionsobjektive sind – bei allen konstruktiven Eigenheiten – mit den Objektiven für die Fotografie nahe verwandt. Moderne Projektionsobjektive sind hochkorrigierte Anastigmaten mit Lichtstärken von bis zu f1,4 und höher.
Neue Arten von Projektionsobjektiven wurden für die Fotolithografie (Halbleitertechnik) entwickelt.

## Einsatzgebiete optischer Projektionsobjektive
Neben Dia- und Film-Projektoren benutzen auch Vergrößerungsgeräte für die Fotografie Projektionsobjektive. Optische Projektionsobjektive werden weiterhin eingesetzt in Episkopen, Epidiaskopen und Antiskopen, Filmprojektoren, Videoprojektoren und Beamern.

## Mechanischer Aufbau
Die Linsen von Projektionsobjektiven werden in Metall- oder Kunststoffzylinder eingepasst; eine verstellbare Blende fehlt (außer bei Vergrößerungsobjektiven). Die Metallzylinder sind bildseitig oft verbreitert, da dort größere Linsen angebracht sind.

## Optischer Aufbau
Die optische Projektion führt zu einer oft mehrhundertfachen linearen Vergrößerung der Vorlage, etwa eines 24×36-mm-Kleinbild-Dias oder eines 35-mm-Normalfilms. Die Anforderungen an die erreichbare Bildhelligkeit, das Auflösungsvermögen sowie an die Kontrastleistung sind daher hoch. Für die Projektion werden oft Objektive mit einer größeren Brennweite (und entsprechend kleinerem Bildwinkel) als für die Aufnahme genutzt.

### Petzval-Typ

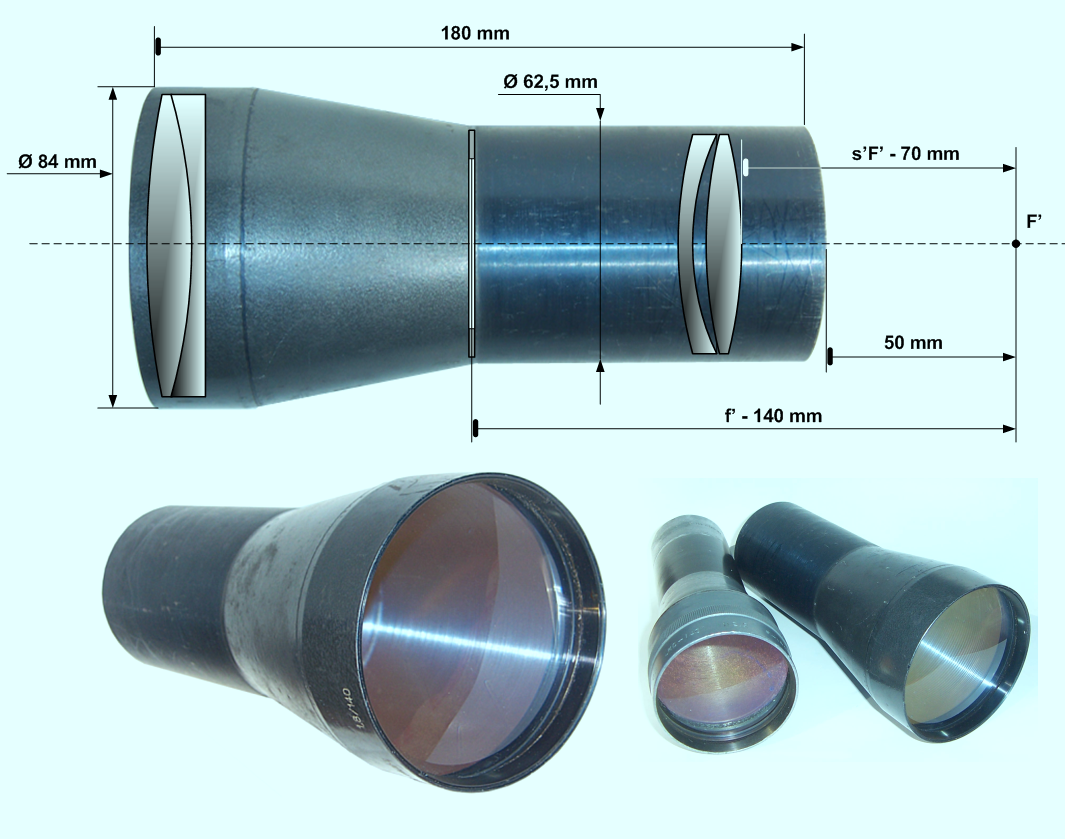
Ein Projektionsobjektiv mit Petzval-Linsenaufbau

Seit der Frühzeit der Projektion von Dias und Filmen wurden Objektive vom Petzval-Typ eingesetzt. Das Petzvalobjektiv war wegen seiner Mitte des 19. Jahrhunderts unerreichten Lichtstärke das erste Portraitobjektiv. Ebendiese hohe Lichtstärke macht es bei akzeptabler Korrektur der Bildfehler für kleine Bildwinkel auch zu einem geeigneten Projektionsobjektiv. Petzvalobjektive bestehen aus einem verkitteten Achromaten vorne und zwei freistehenden Einzellinsen hinten (Zerstreuungslinse, Sammellinse).
Ein verbreitetes Projektionsobjektiv dieses Typs ist das Kiptar von ISCO Göttingen. Kiptare für die Projektion von 35-mm-Normalfilmen wurden Mitte der 1950er Jahre mit Lichtstärken von f2 bis f2,9 bei Brennweiten von 90 bis 170 mm hergestellt. Für den 8-mm-Schmalfilm gab es ein Kiptar f1,6/20–85 für Nizo-Projektoren.
Einer Abwandlung des Petzvalobjektivs folgt das Ocellar II von Agfa (f1,6; 20 und 22 mm) für den Movector 8-Schmalfilmprojektor. Hier ist nach einer 1866 von John Henry Dallmeyer entwickelten Form eines Porträt-Objektivs die Reihenfolge der hinteren Linsen vertauscht.
Es ist auch möglich, alle vier Linsen eines Petzvalobjektivs in zwei Gruppen einzeln freistehend anzuordnen. Dies ist der Fall beim Askinar f1,9/90 bis f1,9/120 mm der Askania Werke. Das Askinar ist ein kinematographisches Projektionsobjektiv, das hinten erst die Sammellinse und dann den negativen Meniskus verbaut. Der umgekehrte Weg wurde beim Emostar (f1,5; 25, 35 und 50 mm für den Schmalfilm) (f1,5/65 bis f1,8/120 mm für Normalfilm) der Emo-Optik gegangen. Dies trifft auch für das von Roeschlein gerechnete Kinon (f1,4/25 mm) von Meyer-Optik sowie das Kipronar von Carl Zeiss Jena (f1,4/70 bis f1,9/250 mm; auch in f2,2) zu. Auf das Kipronar-Design hielt Zeiss das Deutsche Reichspatent 544429. Wie beim originalen Petzvalobjektiv macht sich auch bei diesen abgeleiteten Entwicklungen die Bildfeldwölbung für außeraxiale Punkte negativ bemerkbar.

### Triplet-Typ

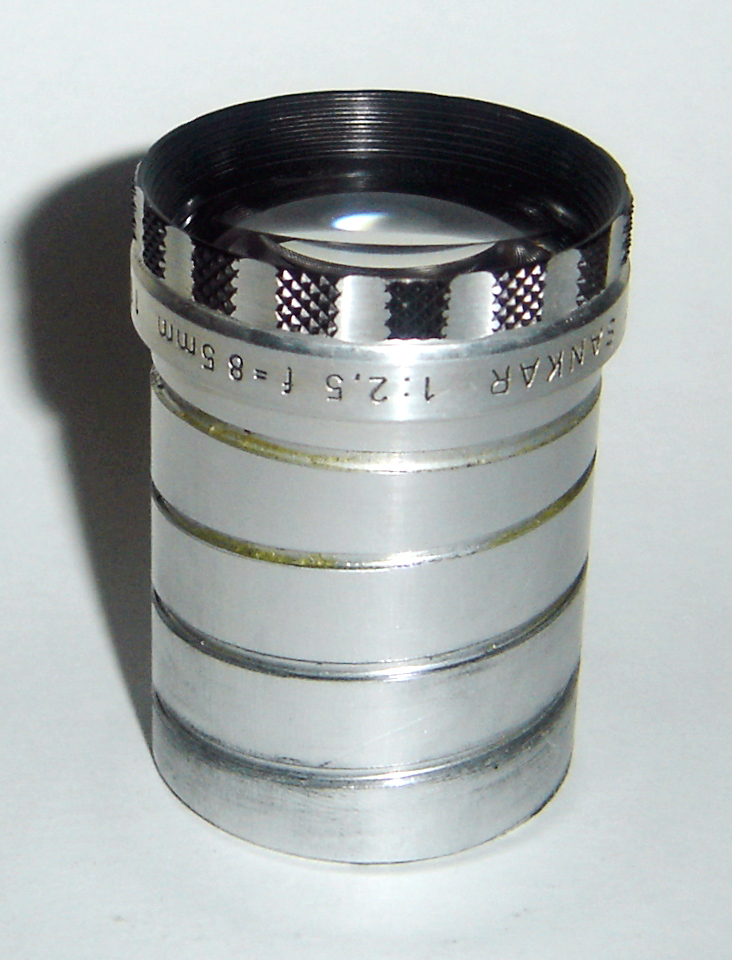
Ed. Liesegang oHGSankar – f2,5/85 mm

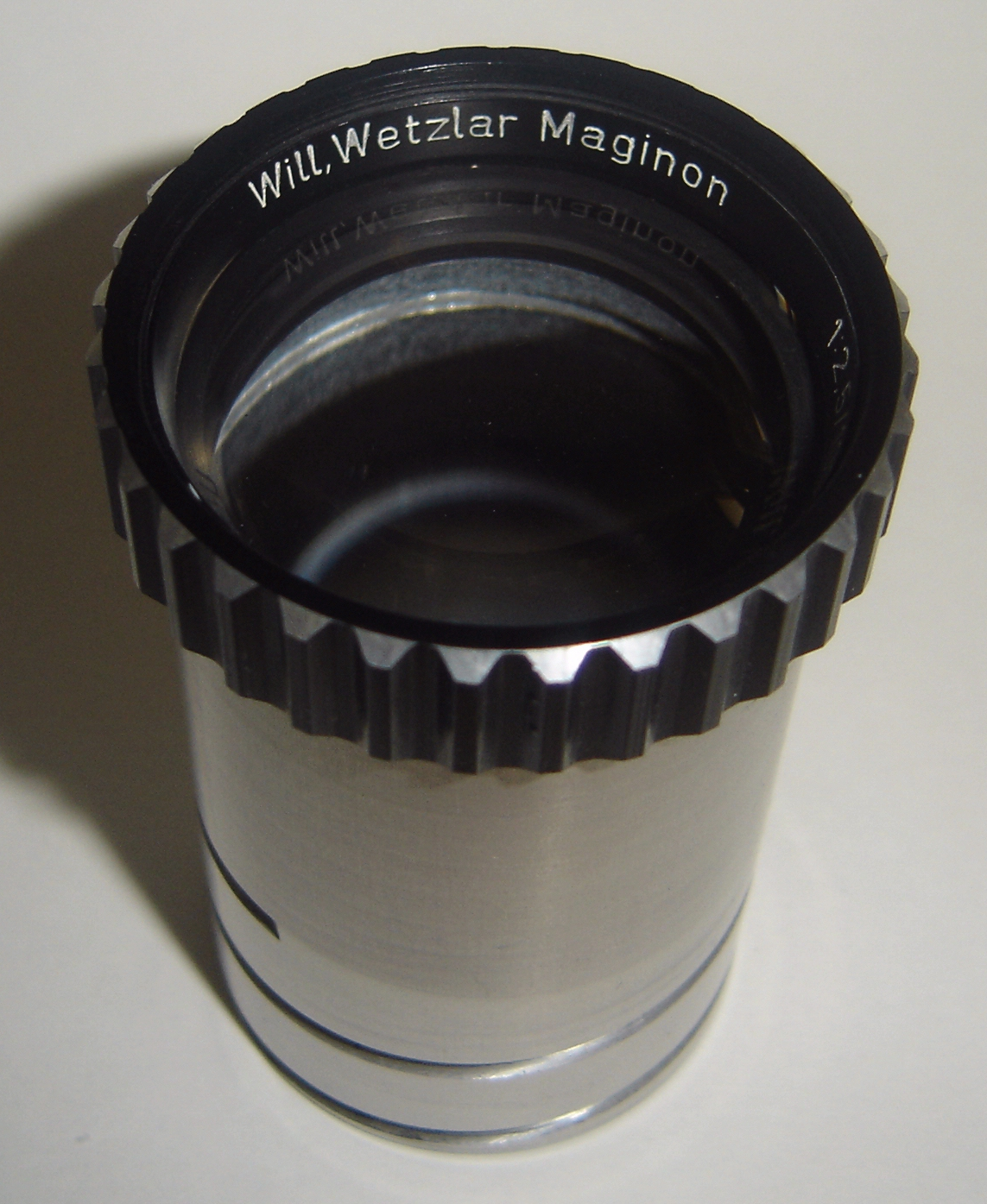
Dia: Wilhelm Will (Wetzlar)Maginon – f2,8/100 mm

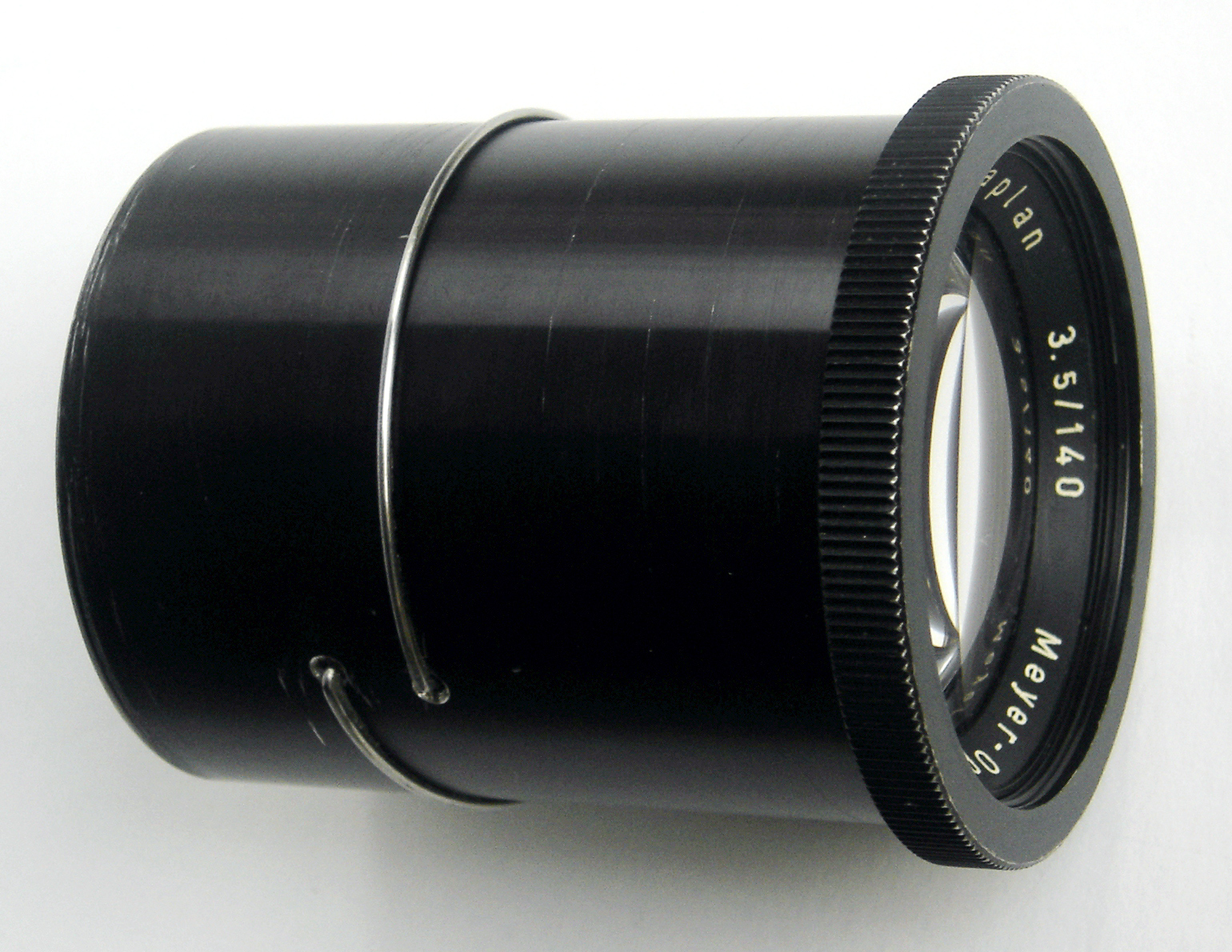
Dia: Meyer-Optik-Diaplan f3,5/140 mm

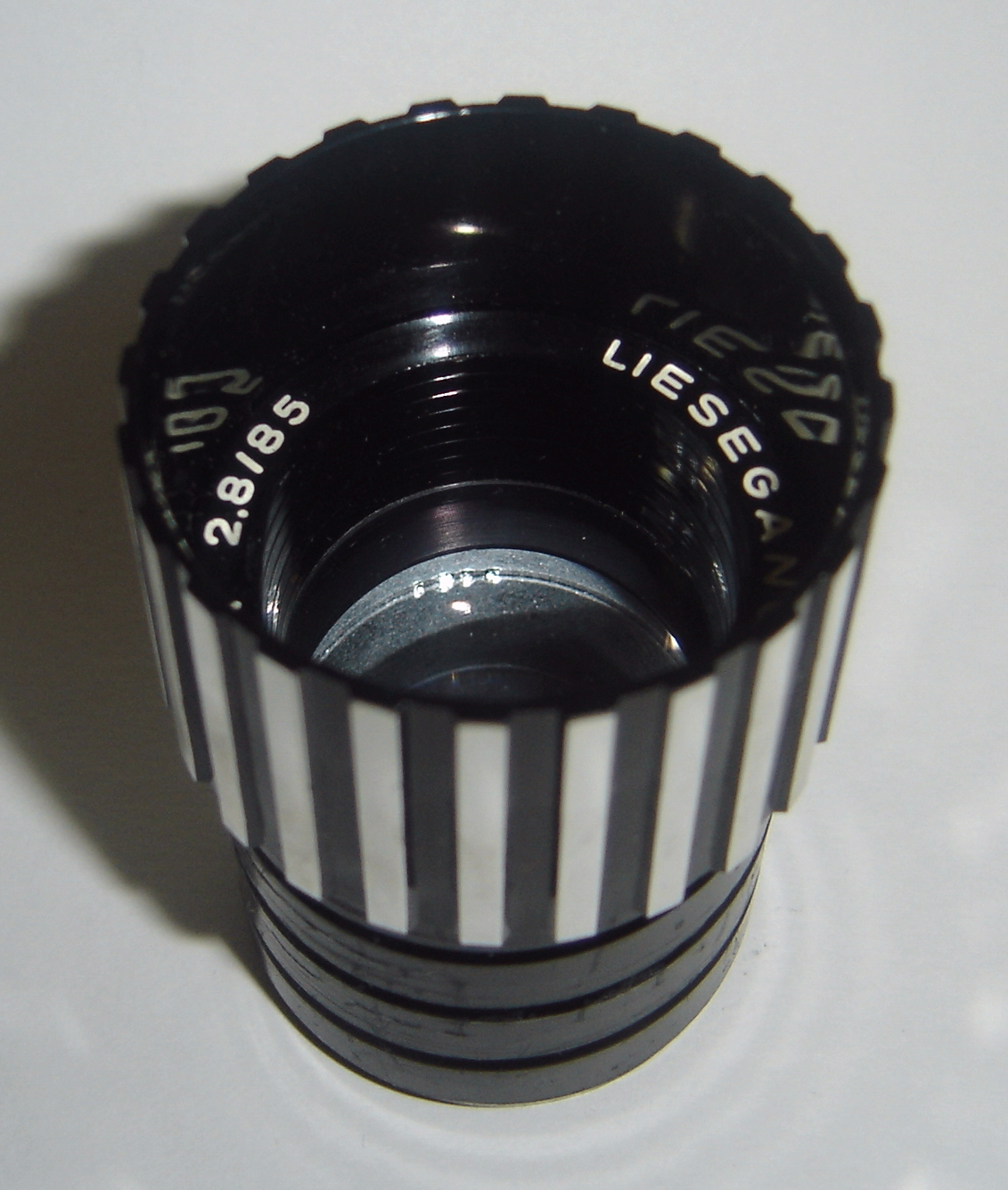
Liesegang-Patrinast f2,8/85 mm

Die meisten Projektionsobjektive, die in Kleinbild-Diaprojektoren eingesetzt werden, sind von Aufbau her nahe Verwandte des Cooke-Triplets. Wie auch für Aufnahmeobjektive lässt sich hier ein gutes optisches Ergebnis für Lichtstärken zwischen f4 und f2,8 mit einem einfachen und daher kostengünstigen Design erreichen. Bekannte Produzenten in der klassischen Zeit der Diafotografie waren
- Agfa (Agomar: f2,5/100 bis f2,8/150 und f3,5/85 mm; z. B. für Karator U),
- Enna Werk (Projektions-Ennar: 2,8/100 bis f3,5/150 mm beispielsweise an Braun-Paximat),
- ISCO Göttingen (Projar: f2,8/100 mm),
- Leitz (Dimaron: f2,8/85 bis f2,8/150 mm; Dimar: f4,0/200 und f4,0/250 mm),
- Ed. Liesegang (Patrinast: z. B. f2,8/85 mm für Liesegang Fantax)
- Meyer-Optik (Diaplan: f3/100 bis f3,5/140 mm beispielsweise für Filmosto Jubilar und Filius)
- Wilhelm Will (Wetzlar) (Maginon: f2,5/25 bis f3,5/127 mm; bis 100 mm Brennweite für den Braun-Paximat)
- Rodenstock (Splendon, Splendar: f3,5/200 bis f4/250 mm etwa an Agfa Karator U),
- Staeble-Werk (Kata: f2,8/35 bis f3,5/150 mm, beispielsweise an Braun-Paximat) und
- C. A. Steinheil & Söhne (P-Cassar: f2,8/80 mm am Dunco 56 und f3,5/150 mm am Noris Trumpf 250).

Während die meisten Unternehmen gleichzeitig Aufnahmeobjektive herstellten, waren Wilhelm Will (Wetzlar) und Ed. Liesegang oHG (Düsseldorf) weitgehend auf Projektionsgeräte und -objektive spezialisiert.
Klassische Triplets finden auch in den großformatigen Projektionsobjektiven für Episkope und Epidiaskope Verwendung (z. B. Isco-Epinar, Leitz-Epnor, Meyer-Epidon). Die Lichtstärke beginnt hier mit f3,6. Das Meyer-Trioplan wurde als Projektionsobjektiv vom Lesegeräten eingesetzt.
Es findet sich eine Reihe von Objektiven mit einem erweiterten vierlinsigen Aufbau. Hierher gehört das Leitz-Hektor für Kleinbilddias, das wie das gleichnamige Aufnahmeobjektiv verkittete Mittelglieder aufweist. Die lichtstarke Variante mit f2,5 wurde in den Brennweiten 85, 100, 120, 180 und 200 mm produziert. Der Bildwinkel reduzierte sich dabei von 28,5° auf 12°. Diese Objektive waren etwa für die Reihe der Leitz-Prado-Projektoren 150, 250 und 500 erhältlich. Auch das f2,5/85 mm Liesegang-Sankar ist ein um eine Linse erweitertes Triplet.

### Gauß-Typ
Da die Abbildung außeraxialer Bildpunkte beim Petzval-Typs bei sehr hohen Lichtstärken Probleme verursacht, entwickelte Carl Zeiss Jena 1953 eine Serie von Projektionsobjektiven vom Typ des Gaußschen Doppelobjektivs. Dieses fünflinsige Prokinar war für den Schmalfilm von f1,4/35 bis f1,4/70 mm erhältlich. Für den Normalfilm war das Prokinar f1,9/90 und 105 mm vorgesehen. Das Vorderglied besteht aus zwei freistehenden Linsen, das (erste) Zerstreuungselement des Hinterglieds ist aus zwei verkitteten Linsen mit gegen das Vorderglied gewölbter Kittfläche ausgeführt.
Andere abgeleitete Gauss-Typen können sechs und mehr Linsen enthalten (Super-Kiptar von ISCO oder Cinema-Raptar vom Wollensack).

### Zoom-Objektive
Moderne Zoomobjektive für die Projektion (z. B. Schneider-Kreuznach Vario-Cine-Xenon AV MC f3,9/85–210) besitzen bis zu 15 meist freistehende Linsen.

## Fotolithografie
In den letzten Jahrzehnten haben sich neue technische Aufgabenbereiche für die Projektion entwickelt. Eine besondere Rolle hat dabei die fotolithografische Strukturierung von Integrierten Schaltkreisen, die hochspezialisierte optische Systeme benötigt. Die Projektion erfolgt hier mit Lasern, für die Objektive mit höchster Abbildungsleistung geschaffen wurden. Um immer feinere Strukturen Abbilden zu können, werden Laser kurzer Wellenlänge eingesetzt (2008: 193 nm), für deren Licht nur Quarzglas hinreichend transparent ist. Diese Objektive erzielen eine Auflösung von 45 nm auf einer Fläche von mehreren Quadratzentimetern.